# Memoriał Zdzisława Ambroziaka 2009
IV Memoriał Zdzisława Ambroziaka – siatkarski turniej, który odbył się w dniach 25-27 września 2009 roku w hali Arena Ursynów w Warszawie. Organizatorami turnieju były: Fundacja im. Zdzisława Ambroziaka, Ursynowskie Centrum Sportu i Rekreacji oraz Uczniowski Klub Sportowy "Gocław 75". Honorowy patronat objęli marszałek województwa mazowieckiego Adam Struzik i prezydent Warszawy Hanna Gronkiewicz-Waltz. Memoriał transmitowały stacje TVP Sport i TVP Info. 
W turnieju wzięły udział cztery zespoły: Asseco Resovia Rzeszów, Domex Tytan AZS Częstochowa, Neckermann AZS Politechnika Warszawska oraz PGE Skra Bełchatów. Wszystkie biorące udział w turnieju drużyny grały w sezonie 2009/2010 w PlusLidze.
Drużyny rozegrały między sobą systemem kołowym po jednym spotkaniu.
Po raz trzeci z rzędu zwycięzcą turnieju została PGE Skra Bełchatów.

## Tabela
| Lp. | Drużyna                                | Pkt | Mecze | Mecze   | Mecze   | Sety | Sety | Sety  | Małe punkty | Małe punkty | Małe punkty |
| Lp. | Drużyna                                | Pkt | M     | W (3:2) | P (2:3) | wyg. | prz. | ratio | zdob.       | str.        | ratio       |
| --- | -------------------------------------- | --- | ----- | ------- | ------- | ---- | ---- | ----- | ----------- | ----------- | ----------- |
| 1   | PGE Skra Bełchatów                     | 8   | 3     | 3 (1)   | 0 (0)   | 9    | 2    | 4.500 | 263         | 232         | 1.134       |
| 2   | Domex Tytan AZS Częstochowa            | 5   | 3     | 2 (1)   | 1 (0)   | 6    | 5    | 1.200 | 242         | 233         | 1.039       |
| 3   | Asseco Resovia Rzeszów                 | 4   | 3     | 1 (0)   | 2 (1)   | 5    | 7    | 0.714 | 258         | 277         | 0.931       |
| 4   | Neckermann AZS Politechnika Warszawska | 1   | 3     | 0 (0)   | 3 (1)   | 3    | 9    | 0.333 | 266         | 287         | 0.927       |

Zasady ustalania kolejności: 1. liczba zdobytych punktów; 2. wyższy stosunek setów; 3. wyższy stosunek małych punktów.
Punktacja: 3:0 i 3:1 - 3 pkt; 3:2 - 2 pkt; 2:3 - 1 pkt; 1:3 i 0:3 - 0 pkt

## Wyniki spotkań
| Data                                                 | Drużyna 1                              | Wynik | Drużyna 2                   | Set 1 | Set 2 | Set 3 | Set 4 | Set 5 | Źródła |
| ---------------------------------------------------- | -------------------------------------- | ----- | --------------------------- | ----- | ----- | ----- | ----- | ----- | ------ |
| 25.09                                                | Neckermann AZS Politechnika Warszawska | 2:3   | PGE Skra Bełchatów          | 17:25 | 22:25 | 25:20 | 25:23 | 17:19 |        |
| MVP: Filip Frankowski (PGE Skra Bełchatów)           |                                        |       |                             |       |       |       |       |       |        |
| 25.09                                                | Asseco Resovia Rzeszów                 | 2:3   | Domex Tytan AZS Częstochowa | 25:21 | 18:25 | 16:25 | 25:19 | 10:15 |        |
| MVP: Marek Kardoš (Domex Tytan AZS Częstochowa)      |                                        |       |                             |       |       |       |       |       |        |
| 26.09                                                | PGE Skra Bełchatów                     | 3:0   | Domex Tytan AZS Częstochowa | 25:20 | 25:21 | 25:21 |       |       |        |
| MVP: Stéphane Antiga (PGE Skra Bełchatów)            |                                        |       |                             |       |       |       |       |       |        |
| 26.09                                                | Neckermann AZS Politechnika Warszawska | 1:3   | Asseco Resovia Rzeszów      | 24:26 | 25:22 | 22:25 | 25:27 |       |        |
| MVP: Mikko Oivanen (Asseco Resovia Rzeszów)          |                                        |       |                             |       |       |       |       |       |        |
| 27.09                                                | Neckermann AZS Politechnika Warszawska | 0:3   | Domex Tytan AZS Częstochowa | 20:25 | 21:25 | 23:25 |       |       |        |
| MVP: Łukasz Wiśniewski (Domex Tytan AZS Częstochowa) |                                        |       |                             |       |       |       |       |       |        |
| 27.09                                                | PGE Skra Bełchatów                     | 3:0   | Asseco Resovia Rzeszów      | 25:22 | 26:24 | 25:18 |       |       |        |
| MVP: Miłosz Hebda (PGE Skra Bełchatów)               |                                        |       |                             |       |       |       |       |       |        |

## Klasyfikacja końcowa
| Lp. | Drużyna                                |
| --- | -------------------------------------- |
| 1   | PGE Skra Bełchatów                     |
| 2   | Domex Tytan AZS Częstochowa            |
| 3   | Asseco Resovia Rzeszów                 |
| 4   | Neckermann AZS Politechnika Warszawska |

## Nagrody indywidualne
| Najlepszy zawodnik (MVP)           | Najlepszy atakujący                    | Najlepszy zagrywający                           | Najlepszy blokujący                   | Najlepszy rozgrywający                  | Najlepszy libero                         |
| ---------------------------------- | -------------------------------------- | ----------------------------------------------- | ------------------------------------- | --------------------------------------- | ---------------------------------------- |
| Bartosz Kurek (PGE Skra Bełchatów) | Mikko Oivanen (Asseco Resovia Rzeszów) | Paweł Mikołajczak (Domex Tytan AZS Częstochowa) | Marcin Możdżonek (PGE Skra Bełchatów) | Maciej Dobrowolski (PGE Skra Bełchatów) | wszyscy zawodnicy grający na tej pozycji |